# Armagh
Armagh (Árd Macha in irlandese, Armacano in italiano arcaico) è una città dell'Irlanda del Nord con 14 590 abitanti (censiti nel 2001), è il capoluogo dell'omonimo distretto, che si estende per 671 km² con 55 000 abitanti. È situata a sud del Lough Neagh, nell'antica omonima contea.
Armagh è considerata la capitale religiosa d'Irlanda, essendo stato fondato il suo vescovado da san Patrizio. Particolare di rilievo è che tale considerazione, cristallizzata dalla sede arcivescovile, vale sia per il lato cattolico che quello protestante della popolazione irlandese ed è testimoniata dalla presenza sia di una cattedrale protestante, gotica dei secoli XII-XIV, che cattolica del XIX secolo.

## Storia
L'importanza della città risale ai primordi del cristianesimo irlandese, la tradizione infatti attribuisce la fondazione e la creazione di questo vescovado a San Patrizio.
Centro culturale, Armagh aveva inoltre ereditato la funzione dell'antica piazzaforte d'Emain Macha, situata a 3 km a ovest, capitale dell'Irlanda settentrionale dal IV o dal III secolo a.C. fino al IV secolo d.C., quando venne distrutta.
Nel IX secolo fu scelta da re Thorkel come capitale dell'insediamento normanno in Irlanda, che perdurò almeno fino alla battaglia di Clontarf del 1014.
Luogo di grande importanza religiosa irlandese, infatti vi si ritrovano le dimore dell'arcivescovo della Chiesa Anglicana e di quello della Chiesa cattolica, primati d'Irlanda.

## Società

### Evoluzione demografica
Al 28 aprile 2001 la popolazione era di 14 590 persone, di cui:
- 25,1% ragazzi sotto i 16 anni e 17,5% anziani al di sopra dei 60 anni
- 48,1% maschi e 51,9% femmine
- 68,3% di fede cattolica e 30,2% protestanti